# Frisco (Texas)
Frisco é uma cidade localizada no estado norte-americano do Texas, nos condados de Collin e Denton.

## Demografia
Segundo o censo nacional de 2010, a sua população é de 116 989 habitantes e sua densidade populacional é de 731 hab/km². É a terceira cidade com o maior crescimento populacional dos Estados Unidos, com um crescimento de 247,0% em relação ao censo de 2000.
A cidade possui 42 306 residências, que resultam em uma densidade de 264,31 residências/km².

## Geografia
De acordo com o United States Census Bureau, a cidade tem uma área de 161 km², onde 1,5 km² está coberto por água.

## Localidades na vizinhança
O diagrama seguinte representa as localidades num raio de 12 km ao redor de Frisco.